# Paul Palmer
Paul Palmer (ur. 18 października 1974 w Lincoln), brytyjski pływak specjalizujący się w dowolnym, medalista olimpijski, mistrzostw Europy i świata.
Jego największym sukcesem jest srebrny medal na Igrzyskach Olimpijskich 1996 w Atlancie na dystansie 400 m stylem dowolnym.